# وینچنتسو رنتسوتو
وینچنتسو رنتسوتو (ایتالیایی: Vincenzo Renzuto؛ زادهٔ ۸ آوریل ۱۹۹۳) بازیکن واترپلو اهل ایتالیا است.
وی در مسابقات کشوری و بین‌المللی در مجموع برندهٔ ۱ مدال نقره شده‌است.